# Saratowska Suworowska Szkoła Wojskowa
Saratowska Suworowska Szkoła Wojskowa (ros. Саратовское суворовское военное училище, СвСВУ) – specjalistyczna szkoła w Saratowie (ZSRR) dla chłopców w wieku szkolnym, będąca odpowiednikiem liceum wojskowego, działająca od 1944 do 1962.
Radzieckie specjalistyczne szkoły wojskowe dla chłopców zostały utworzone po napaści Niemiec na ZSRR, zgodnie z postanowieniem Rady Komisarzy Ludowych ZSRR z 21 sierpnia 1943 „w sprawie pilnych działań w celu przywrócenia gospodarki na terenach wyzwolonych spod okupacji niemieckiej”. Oprócz innych form pomocy dla sierot wojennych (sierocińce) była również część dotycząca utworzenia skoszarowanych szkół wojskowych dla dzieci i młodzieży. Wtedy właśnie szkoły średnie tego typu otrzymały swoją nazwę od rosyjskiego generała Aleksandra Suworowa.
Szkoły zapewniały wykształcenie średnie i jednocześnie przygotowały swoich uczniów do wstąpienia do wyższych wojskowych szkół dowódczych wojsk lądowych.
Absolwenci SWU nazywają siebie suworowcami.

## Historia
Szkołę utworzono w okresie od 1 lipca do 1 października 1944 na podstawie Dyrektywy Sztabu Nadwołżańskiego Okręgu Wojskowego Nr ORG/1/13864 z 20 czerwca 1944.
Dekretem Prezydium Rady Najwyższej ZSRR z 18 sierpnia 1944 Szkoła w dniu 8 listopada 1944 została odznaczona Orderem Czerwonego Sztandaru i Honorowym Dyplomem Prezydium Rady Najwyższej ZSRR.
Szkoła została rozwiązana w okresie pd 1 sierpnia do 31 sierpnia 1960 Dyrektywą dowódcy Nadwołżańskiego Okręgu Wojskowego Nr OMU/1/2574 z 22 lipca 1960. 
Podczas swojego istnienia Saratowska SSW miała 12 promocji – 852 absolwentów. Ponad 60% absolwentów zostało żołnierzami zawodowymi, wśród nich było 18 generałów.
Ponad 50 absolwentów zostało znanymi postaciami w dziedzinie nauki i technologii, w tym doktorami nauk, laureatami Nagród Leninowskich, jak również wybitnymi postaciami kultury i sztuki Związku Radzieckiego.

## Komendanci Szkoły
- 1944–1950 – generał major Piotr Diakonow (1903–1984);
- 1950–1954 – generał major gwardii Michaił Smirnow (1900–1966);
- 1954–1958 – pułkownik Władimir Zinczenko (1907–1972);
- 1958–1960 – generał major Iwan Mielnikow (1905–1995).

## Absolwenci
- Jewgienij Aunapu – generał, członek Rady Wojskowej, szef Departamentu Politycznego Północno-Kaukaskiego Okręgu Wojskowego, poseł do Rady Najwyższej RFSRR (1985-1987);
- Jurij Własow – mistrz olimpijski w podnoszeniu ciężarów (waga ciężka) na XVII Igrzyskach Olimpijskich w Rzymie, srebrny medalista XVIII Igrzysk Olimpijskich w Tokio, czterokrotny mistrz świata;
- Borys Gromow – generał pułkownik, poseł do Dumy Państwowej, Bohater Związku Radzieckiego, Gubernator moskiewski od 2 lutego 2000;
- Jurij Melentiew – od 1974 Minister Kultury RFSRR, deputowany Rady Najwyższej Federacji Rosyjskiej, Honorowy Obywatel Niżnego Tagiłu;
- Władimir Szirokow – generał major, wysoki oficer KGB.